# Обижаев, Александр
Александр Обижаев (латыш. Aleksandrs Obižajevs; род. 16 сентября 1959, Саулкрасты, Рижский район) — советский и латвийский легкоатлет, специалист по прыжкам с шестом. Выступал за сборные СССР и Латвии по лёгкой атлетике в 1980-х и 1990-х годах, обладатель серебряной медали чемпионата Европы в помещении, многократный победитель и призёр первенств национального значения, действующий рекордсмен Латвии, участник двух летних Олимпийских игр. Тренер по лёгкой атлетике.

## Биография
Александр Обижаев родился 16 сентября 1959 года в посёлке (ныне город) Саулкрасты Латвийской ССР.
Окончил Саулкрастскую среднюю школу (1972), Рижское техническое училище (1976), Ленинградский институт физической культуры (1985). Работал барменом. Заниматься лёгкой атлетикой начал в 1972 году, проходил подготовку под руководством тренеров Александра Петерсона, Таливалдиса Будевича, Игоря Изотова. Выступал за Вооружённые Силы, «Трудовые резервы» и «Динамо».
Впервые заявил о себе на взрослом всесоюзном уровне в 1982 году, когда на соревнованиях в помещении в Вильнюсе показал лучший результат сезона в Европе — 5,65 метра. Позже на зимнем чемпионате СССР в Москве выиграл бронзовую медаль в прыжках с шестом.
На зимнем чемпионате СССР 1983 года в Москве вновь взял бронзу. Попав в состав советской сборной, побывал на чемпионате Европы в помещении в Будапеште, откуда привёз награду серебряного достоинства — с результатом 5,60 метра уступил только своему соотечественнику Владимиру Полякову.
В 1987 году стал вторым на зимнем чемпионате СССР в Пензе и на летнем чемпионате СССР в Брянске — в обоих случаях пропустил вперёд Радиона Гатауллина. Показанный в Брянске результат 5,80 метра до настоящего времени остаётся национальным рекордом Латвии. Благодаря череде удачных выступлений удостоился права защищать честь страны на чемпионате мира в Риме, где в финале прыгнул на 5,50 метра и занял итоговое девятое место.
На чемпионате СССР 1988 года в Таллине добавил в послужной список ещё одну бронзовую награду.
После распада Советского Союза Обижаев выступал на международном уровне за национальную сборную Латвии. Так, в 1992 году он представлял латвийскую команду на летних Олимпийских играх в Барселоне — пытался взять высоту в 5,50 метра, но провалил все три свои попытки.
В 1996 году стартовал на Олимпийских играх в Атланте — на предварительном квалификационном этапе показал результат 5,40 метра и в финал не вышел.
Оставался действующим спортсменом вплоть до 2000 года. Проявил себя как тренер и преподаватель. Его дочери Рита и Криста Обижаевы так же добились успеха в прыжках с шестом.